# یوچیکو، اهیم
یوچیکو، اهیم (به لاتین: Uchiko, Ehime) یک سکونتگاه مسکونی در ژاپن است که در استان اهیمه واقع شده‌است.

## نگارخانه

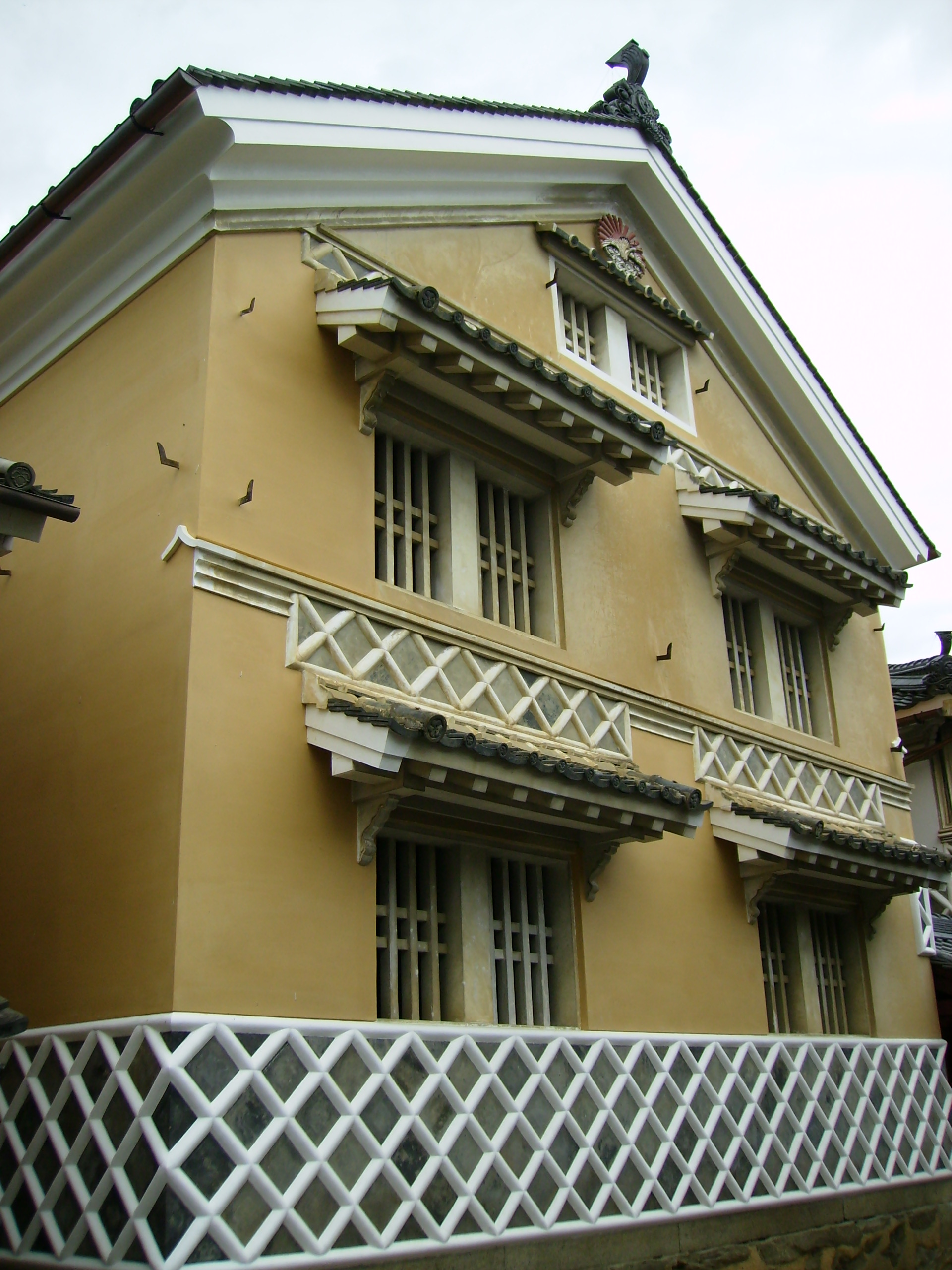
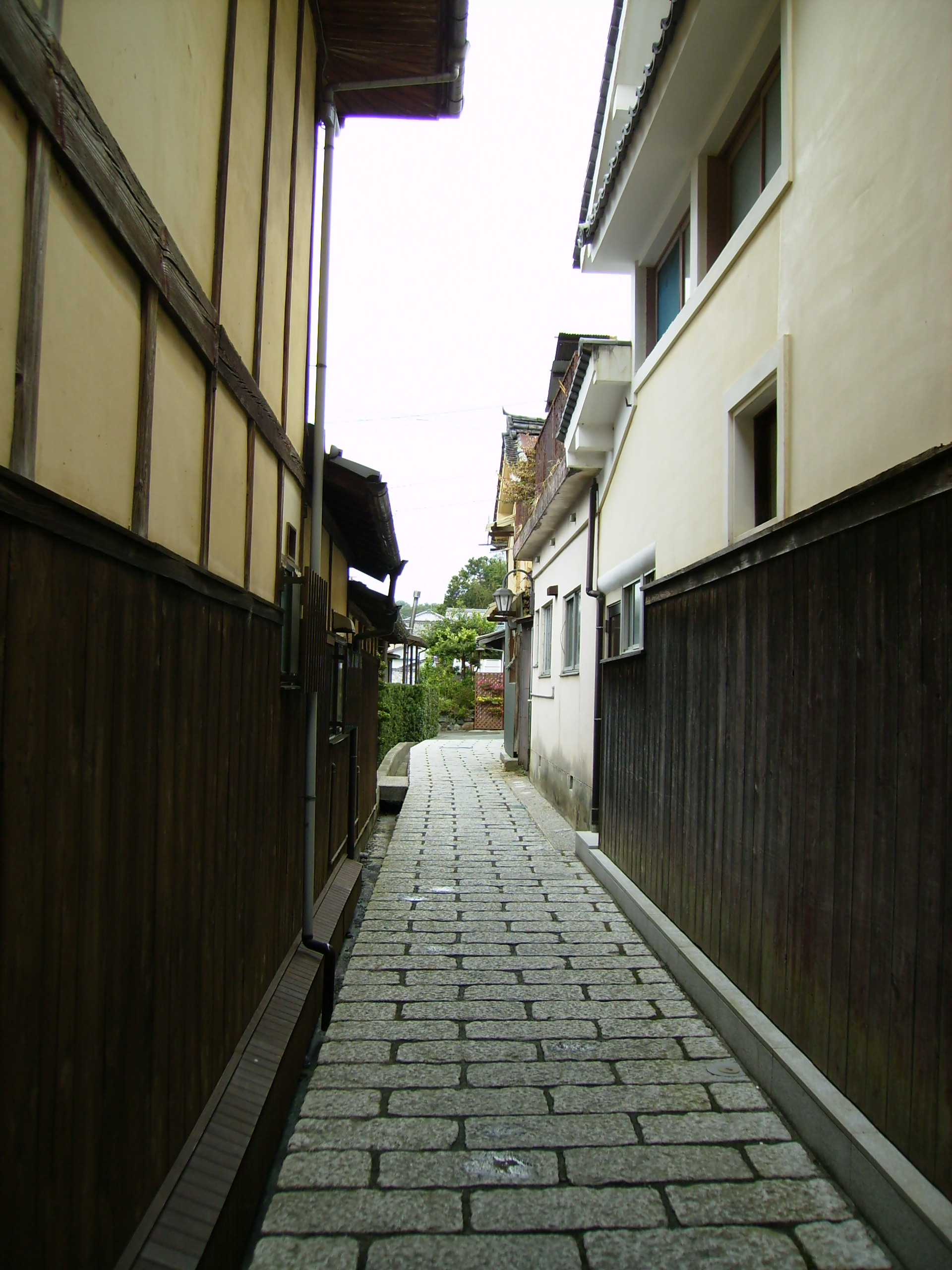

## خصوصیات
یوچیکو ۲۰٬۲۹۹ نفر جمعیت دارد.